# اس كيو ال ازور
اس كيو ال ازور أو اس كيو ال آژور SQL Azure,تطبيقات سحابية (Cloud based) مقدمة من مايكروسوفت لـقواعد بيانات مضمنة في تطبيقات سحابية, واجهة الـ SQL Azure هي ذاتها واجهة قواعد بيانات اس كيو ال, غير أن قاعدة البيانات في الـ SQL Azure ستوضع في خوادم شركة مايكروسوفت مقابل مبلغ اشتراك شهري يتراوح بين 59 دولار شهريا و18 الف دولار شهريا حسب المواصفات المطلوبة.

باستخدامSQL Azure ستنتفي الحاجة للعناية بالسيرفرات وبأداء قاعدة البيانات وموجوديتها (Availability). إنها بخلاف الخادم (Server) الذي يتم نصبه في مركز البيانات (Data Center) الخاص بالشركة أو الدائرة والذي يتطلب عناية خاصة وتنصيبات خاص بالإضافة إلى اعداد قاعدة البيانات. وهي أيضا بخلاف الخادم البعيد الذي يضم قاعدة البيانات الخاصة بالشركة أو الدائرة أو الموقع والذي لا يتطلب اعداد خاص ولكن يتطلب اعداد لـقواعد البيانات فيه. في الـ SQL Azure تتولى مايكروسوفت إعداد كل من قاعدة البيانات والخادم.

## وصلات خارجية
- الموقع الرسمي
- SQL Azure: دليل التنصيب خطوة بخطوة